# Credito galattico standard
(Watto)

Simbolo del credito galattico standard

Nell'universo fantascientifico di Guerre stellari, i crediti della Repubblica (noti anche come "datarie repubblicane"), divenuti successivamente crediti imperiali, sono la valuta comune di tutti i mondi che fanno parte della Repubblica Galattica. Un credito della repubblica vale approssimativamente 10 dollari statunitensi.

## Forma
Inizialmente i crediti potevano essere reperiti sia in moneta che in carta; successivamente si diffusero anche i crediti sotto forma di chip, i quali però caddero in disuso dopo l'ascesa dell'Impero Galattico.

## Declino
A causa della varie guerre, le popolazioni dei vari pianeti coinvolti, credendo che i crediti avessero perso valore, cominciarono a battere propria moneta, rendendo via via obsoleta la valuta repubblicana. Dopo la fine della Repubblica, l'Impero tornò ad usarli, chiamandoli crediti imperiali; in questo modo i crediti divennero un'altra volta la valuta franca in uso in gran parte della Galassia.
Dopo la Battaglia di Endor i crediti caddero nuovamente in disuso e la maggior parte delle popolazioni della Galassia cercò altri mezzi per lo scambio commerciale.

## Dietro le quinte
- Nella sceneggiatura originale George Lucas descrive i crediti in due forme: una unità credito, della quale non descrisse molto e una moneta fatta di cristallo, che veniva prodotta soltanto dall'Impero.[1]
- Il simbolo del credito ricorda molto quello del Dollaro statunitense ($), dello Yen giapponese (¥), della Lira italiana (₤), dell'Euro (€) e di altre monete in uso, in quanto formato dalla lettera resh /R/ dell'alfabeto Aurebesh solcata da due barre.